# 天主教瑪麗亞鎮教區
天主教瑪麗亞鎮教區（拉丁語：Dioecesis Civitatis Mariae）是阿根廷一個羅馬天主教教區，屬科爾多瓦總教區。
教區成立於1957年2月11日，位於科爾多瓦省中南部。2010年有教友305,000人（佔轄區總人口79.8%）、五十個堂區、七十六名司鐸。現任教區主教為撒慕爾·霍夫雷·希洛多。